# Lisa Boyle
Pour les articles homonymes, voir Boyle.
Lisa Boyle est un mannequin et actrice américaine née le 6 août 1964 à Chicago.

## Filmographie
- 1988 : Earth Girls Are Easy : la danseuse colorée
- 1993 : Midnight Witness : Heidi
- 1993 : Basic Values: Sex, Shock & Censorship in the 90's (téléfilm) : la réceptionniste à la psychiatrie
- 1993 : Road to Revenge : Alex
- 1994 : Red Shoe Diaries (série télévisée) : la danseuse
- 1994 : Love Street (série télévisée) : Elizabeth
- 1994 : Dream On (série télévisée) : Lisa
- 1994 : Terminal Voyage : la femme voilée
- 1994 : On the Edge (vidéo) : Janine
- 1994 : Midnight Tease : Samantha
- 1994 : Concealed Weapon : Polish Emigree
- 1995 : Night Stand (série télévisée) : Libby
- 1995 : Bad Boys : Girl Decoy
- 1995 : Elke : Montana Stillman
- 1995 : Red Shoe Diaries 5: Weekend Pass : la danseuse
- 1995 : Alien Terminator : Rachel
- 1995 : I Like to Play Games : Suzanne
- 1995 : Showgirls : Sonny
- 1995 : High Tide (série télévisée)
- 1995 : Caged Heat 3000 : Kira
- 1995 : Guns and Lipstick : la danseuse
- 1996 : Erotic Confessions : Ursula
- 1993-1996 : Married with Children (série télévisée) : Fawn
- 1996 : Criminal Hearts : Claire
- 1996 : When the Bullet Hits the Bone : Desert Girl
- 1996 : Baywatch Nights (série télévisée) : Saundra
- 1996 : Le Professeur foldingue (The Nutty Professor) : la fille sexy
- 1995-1996 : Silk Stalkings (série télévisée) : Mandy Harrison / Shannon Everett
- 1996 : Dreammaster: The Erotic Invader : September
- 1996 : Daytona Beach (téléfilm) : Nikki Sanders
- 1997 : The Night That Never Happened : Roxy
- 1997 : Lost Highway : Marian
- 1997 : Intimate Deception : Tina
- 1997 : Face/Off : Cindee
- 1997 : Total Security (série télévisée) : Brittany
- 1997 : Leaving Scars : Diane Carlson
- 1997 : Time Hunters : Una
- 1998 : Brooklyn South (série télévisée) : la 1re femme
- 1998 : Buddy Faro (série télévisée)
- 1998 : Sheer Passion : Terri
- 1999 : Let the Devil Wear Black : Bobo
- 1999 : The Hughleys (série télévisée) : Cinnamon
- 1994-1999 : Baywatch (série télévisée) : Lisa / Debra Sinclair
- 1999 : Good vs Evil (série télévisée) : Gigi Peaks
- 1999 : The Last Marshal : Sunny
- 1999 : The Phantom Eye (série télévisée) : Bride #1
- 1999 : Shasta McNasty (série télévisée) : Waitress
- 2000 : Lucky Numbers
- 2001 : Pray for Power : Heather Leighton
- 2001 : Black Scorpion (série télévisée) : Minerva Stone / Médusa
- 2011 : Saybrook: The Tully Girls : Betsy Tully plus âgée